# 2022 en snowboard
Cet article présente les faits marquants de l'année 2022 en snowboard.

## Évènements

### Jeux olympiques et paralympiques
- Snowboard aux Jeux olympiques de 2022
- Snowboard aux Jeux paralympiques de 2022